# Sztaro Zmirnovo
Sztaro Zmirnovo (macedónul: Старо Змирново) település Észak-Macedóniában, a Pelagonijai körzet Bitolai járásában.

## Népesség
| Lakosok száma | 10 | 166  | 186  | 49   | 25   | 31   | 14   | 13   |      |
|               | 10 | 1948 | 1953 | 1961 | 1971 | 1981 | 1991 | 1994 | 2021 |

2002-ben 10 macedón lakosa volt.